# Bloodvein River
Der Bloodvein River ist ein noch ursprünglicher Fluss östlich des Winnipegsees gelegen.
Er hat seinen Ursprung im Nordwesten der kanadischen Provinz Ontario und fließt von dort in westlicher Richtung nach Manitoba. Er mündet nördlich der “The Narrows” in den Winnipegsee, 200 km nordöstlich von Winnipeg.
Das Wildnisgebiet, welches er durchfließt, ist noch frei von Holzfällerstraßen, Minen oder Wasserkraftwerken.
Viele einheimische Indianer als auch Touristen nutzen diesen abgelegenen und sauberen Fluss zum Kanufahren oder Angeln.
Im Gegensatz zu Bergflüssen, laden die warmen Wassertemperaturen des Bloodvein River im Sommer zum Baden ein.
Die First-Nation-Völker nutzten den Fluss über Jahrhunderte, wie Petroglyphe und Felszeichnungen an verschiedenen Uferstellen beweisen.
Dieses klare und warme Flusswasser fließt vom Kanadischen Schild zum Winnipegsee.
Wichtige Nebenflüsse sind der Gammon River, welcher den südlichen Teil des Woodland Caribou Provincial Park entwässert, sowie der Leyond River, der in Manitoba von Norden auf den Bloodvein River trifft.
Der Fluss wird möglicherweise Teil eines United Nations World Heritage Site und Parks.
Die Indianerreservat-Gemeinde der Bloodvein First Nation ist die einzige größere Gemeinde am Flusslauf.
Die Einzugsgebiete des Bloodvein River zusammen mit vieler anderer Flüsse auf der Ostseite des Winnipegsees bilden den größten intakten borealen Wald auf unserem Planeten.
Der Bloodvein River hat den Status eines Canadian Heritage River.
Im Jahre 1987 erhielt der in Manitoba gelegene 200 km lange untere Flussabschnitt den Status, im Jahre 1998 bekam der 106 km lange obere Flussabschnitt in Ontario ebenfalls diesen Schutzstatus.
Der Bloodvein River verläuft in Ontario im nördlichen Teil des Woodland Caribou Provincial Park.
In Manitoba liegt sein Flusslauf im Atikaki Provincial Wilderness Park.
Viele Besucher erreichen das Gebiet per Wasserflugzeug.
Die Kanutour den Fluss hinab dauert etwa 21 Tage.

## Abflusspegel
- Bloodvein River am Pegel oberhalb Bloodvein Bay – hydrographische Daten bei R-ArcticNET  – Pegelmessung 1976–2000